# Argumento del juicio final

Población mundial desde 10000 a. C. a 2000 d. C.

El argumento del día del juicio final es un argumento probabilista que trata de predecir cuándo se producirá la extinción de la especie humana a partir del número total de individuos de esta especie que existen en la actualidad. A grandes rasgos, sostiene que, suponiendo que los humanos vivos en el presente se hallen en un lugar aleatorio de la historia humana, es probable que se encuentren más o menos a mitad de camino de la misma.

## Fundamentación matemática
Sea N el número total de individuos de la especie humana a lo largo de toda su historia, es decir, desde su aparición hasta su extinción y n el número de individuos de la especie humana que han vivido hasta la actualidad. Diremos que n es la posición actual (en términos absolutos) de la especie humana.

### Enunciado
El principio de Copérnico sugiere que la probabilidad de que la especie humana se encuentre en una cierta posición n de entre las N posibles es la misma para todo n. Por tanto, sin conocer todavía el valor de N, podemos suponer que la posición relativa n/N se distribuye uniformemente en el intervalo (0,1].
Incluso después de conocer la posición absoluta n, podemos continuar suponiendo que nuestra posición relativa n/N se distribuye uniformemente en el intervalo (0,1] ya que partimos de la hipótesis de que ignoramos el valor de N (que recordemos, es el número total de humanos que han vivido y vivirán).
Si tomamos ahora una confianza arbitraria, por ejemplo del 90%, podemos decir (con esta confianza) que nuestra posición relativa n/N está en el intervalo (0.1,1]. Dicho de otro modo, podemos admitir que estamos «un 90% seguros» de que estamos entre el último 90% de humanos que nacerán. Dada nuestra posición absoluta n, esto implica que hay una cota superior probable para N: despejando N de la relación n/N > 0.1, llegamos a que N < 10 n con una confianza del 90%.
Si suponemos que hasta la fecha han nacido 108.000 millones de humanos podemos afirmar con un 90% de confianza que el número total de humanos será menor que 10 x 108.000 millones = 1,080 billones ({\displaystyle 1,08\cdot 10^{12}}).
Suponiendo que la población mundial se estabilice al alcanzar los 10 000 millones, y que se alcance una esperanza de vida de ochenta años, se puede calcular cuánto tiempo tardarán los restantes 970.000 millones de humanos en nacer. El argumento predice, con una confianza del 90%, que la humanidad no desaparecerá en los próximos 205 mil años. Dependiendo de la estimación que hagamos de la evolución de la población mundial en los siguientes siglos, el resultado puede variar, pero el centro del argumento es que la especie humana puede extinguirse. Usando asunciones diferentes, Nick Bostrom, que llama a su argumento SSA (Self-Sampling Assumptiono Supuesto de Automuestreo) llega a la conclusión de que con una probabilidad del 95% de que la extinción de la humanidad será dentro de 9120 años y un 5% de probabilidad de que algunos estén vivos para entonces.

## Historia
El primero en expresar el argumento en los términos expuestos fue el astrofísico Brandon Carter en 1983, por lo que en ocasiones se lo ha denominado la catástrofe de Carter. Posteriormente, fue defendido por el filósofo John A. Leslie y, desde entonces, ha sido propuesto de manera independiente por el astrofísico J. Richard Gott y por el físico teórico Holger Bech Nielsen. También Heinz von Foerster y otros científicos han propuesto principios similares.